# Rivière de l'Anse Pleureuse
Rivière de l'Anse Pleureuse är ett vattendrag i Kanada.   Det ligger i provinsen Québec, i den östra delen av landet, 800 km nordost om huvudstaden Ottawa.
I omgivningarna runt Rivière de l'Anse Pleureuse växer i huvudsak blandskog. Runt Rivière de l'Anse Pleureuse är det mycket glesbefolkat, med 4 invånare per kvadratkilometer.